# Tuncay Şanlı
Tuncay Şanlı (wym. [t̪unˈd͡ʒäj ˈʃänɫɯ]; ur. 16 stycznia 1982 w Sakaryi) – piłkarz turecki występujący od 2012 w Bursasporze.

## Kariera
Przed przejściem do klubu ze Stambułu Tuncay grał jako prawy, ofensywny pomocnik. Po przejściu do Fenerbahçe został przemianowany na lewego skrzydłowego, chociaż zdarzało mu się też grać na pozycji napastnika.
Tuncay Sanli jest jedynym tureckim piłkarzem w historii, któremu udało się strzelić hat-tricka w rozgrywkach piłkarskiej Lidze Mistrzów. Uczynił to w 2004 roku w meczu przeciwko Manchesterowi United. Uważany jest za jednego z najlepszych piłkarzy w historii Fenerbahce. Miłość kibiców zaskarbił sobie tym, że praktycznie w każdym ważnym spotkaniu strzelał dla „Kanaryalar” bramki. Kilka razy wpisał się np. na listę strzelców w derbowych meczach ze znienawidzonym rywalem – Galatasaray SK.
13 czerwca 2007 Sanli podpisał kontrakt z Middlesbrough. Po spadku klubu z Premiership Turek postanowił opuścić klub. 28 sierpnia 2009 za 5 milionów euro odszedł do Stoke City. Następnie grał w VfL Wolfsburg, Bolton Wanderers i Bursasporze. W 2014 roku został zawodnikiem Umm-Salal SC.